# V390 Velorum
V390 Velorum eller IRAS 08544-4431, är en dubbelstjärna i den mellersta delen av stjärnbilden Seglet. Den har en högsta skenbar magnitud av ca 9,01 och kräver ett teleskop för att kunna observeras. Baserat på parallax enligt Gaia Data Release 2 på ca 0,655 mas, beräknas den befinna sig på ett avstånd på ca 5 000 ljusår (1 500 parsek) från solen. Den rör sig bort från solen med en heliocentrisk radialhastighet på ca 63 km/s.

## Observation
År 2003 studerades IRAS 08544−4431 som en trolig RV Tauri-variabel och identifierades som en dubbelstjärna genom periodiska variationer i dess observerade radiella hastighet.
Primärstjärnan tros vara en post-AGB-stjärna, en högt utvecklad stjärna som har upphört med kärnfusion och stöter ut sitt yttre skikt och är på väg att bli en vit dvärg. Även om många post-AGB-stjärnor utvecklar planetariska nebulosor när de blir tillräckligt varma för att jonisera sina utstötta yttre skikt, tror man att IRAS 08544−4431 inte är tillräckligt massiv för att göra detta.

Stoftringen kring IRAS 08544−4431

## Egenskaper
Primärstjärnan V390 Velorum A är en ljusstark vit till blå stjärna  av spektralklass F3e. Den har en massa som är ca 0,65 solmassa, en radie på ca 75 solradier och utsänder från dess fotosfär energi motsvarande ca 14000 gånger solen vid en effektiv temperatur av ca 7 300 K. Stjärnan är en omgiven av en stoftskiva och den osynliga följeslagaren som är en stjärna med en massa av 1,15 solmassa och en effektiv temperatur av ca 4 000 K.

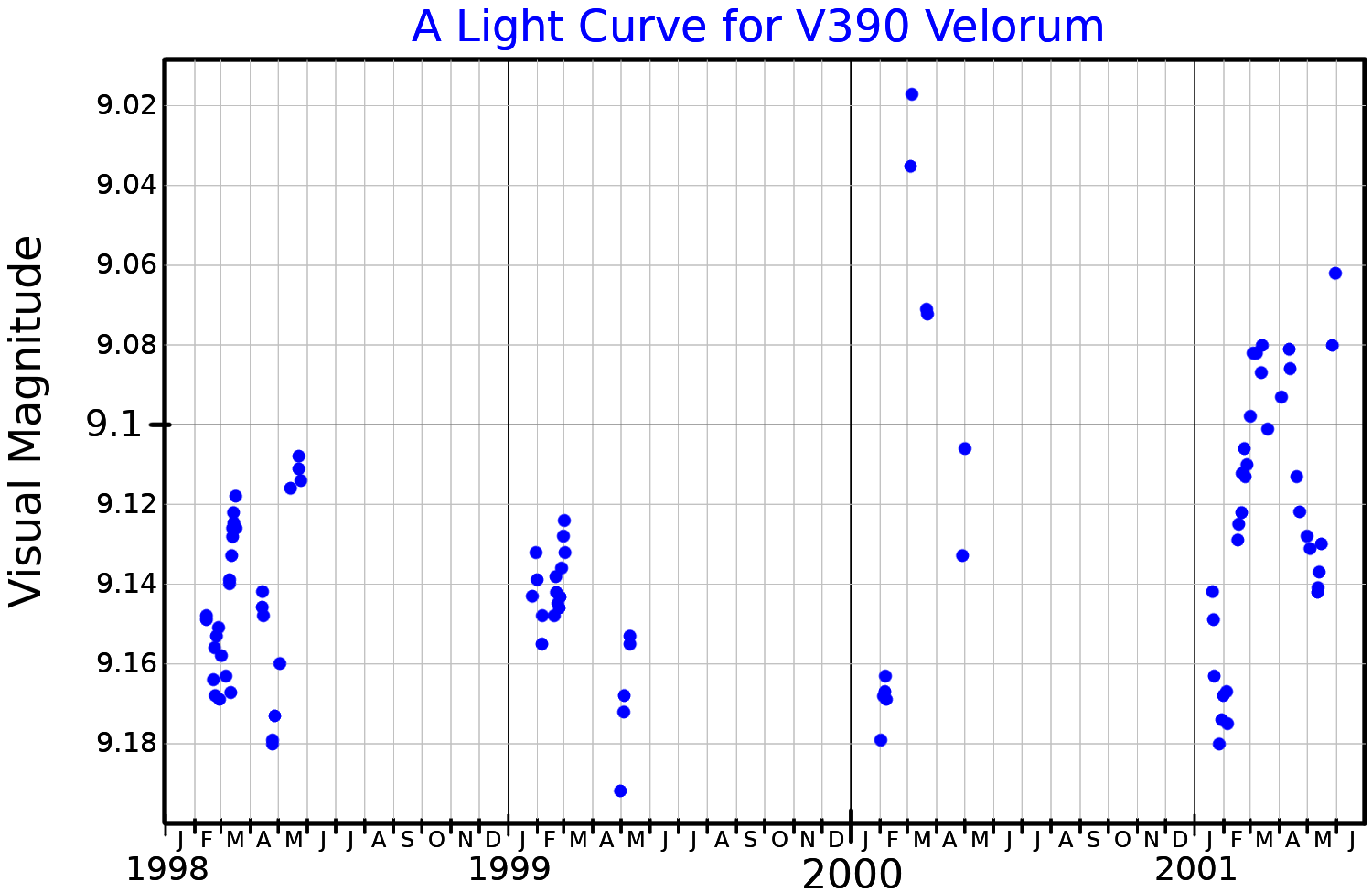
Ljuskurva i visuella bandet för V390 Velorum, anpassad från Mass et al.

IRAS 08544-4431 är klassificerad som en RV Tauri-stjärna, en typ av pulserande variabel stjärna som visar cykler med omväxlande grunda och djupa minima. Dessutom visar IRAS 08544-4431 långsamma variationer i amplitud från cykel till cykel under cirka 1 600 dygn, en definierande egenskap hos en RV Tauri-variabel av typ b. Den maximala amplituden är endast 0,18 magnitud. Den fick 2006 den variabelbeteckningen V390 Velorum.
Perioden, definierad för en RV Tauri-stjärna som tiden mellan två djupa minima, är 72 dygn. De långsamma variationerna i amplitud som har uppmätts, har en period på 69 dygn. Ingen av dessa variationer motsvarar omloppsrörelsen.